# 内森·格莱泽
内森·格莱泽（英語：Nathan Glazer，1923年2月25日—2019年1月19日）是一位美国社会学家，他曾在加州大学伯克利分校任教，并在哈佛大学任教数十年。他也是现已停刊的政策期刊《公共利益》的联席编辑。内森·格莱泽因撰写《熔炉之上（Beyond the Melting Pot）》等书籍闻名，这些书籍多以处理种族或民族问题为主旨。他对于美国在1960年代中期实施的一些“伟大社会”计划持批评态度。在对于美国国内政策的问题思考上，内森·格莱泽经常被认为是“新保守派”，但他依然是民主党人。对于这个与自己最相关的“新保守主义”标签，内森·格莱泽形容自己对此“没有任何态度”，并说明这不是自己所选择的。

## 早年生活
内森·格莱泽于1923年2月25日出生于美国的纽约州纽约市，并在东哈莱姆与东布朗克斯长大。他的父母是来自波兰（时属俄罗斯帝国）的犹太移民，父亲是一名缝纫机操作员，而母亲则是家庭主妇。格莱泽的家庭使用意第绪语。内森·格莱泽的哥哥乔·格莱泽后来成为一个专注于劳工的激进主义民谣歌手。内森·格莱泽小时候就读于公立学校，后考入纽约市立学院。